# Wabash Railroad

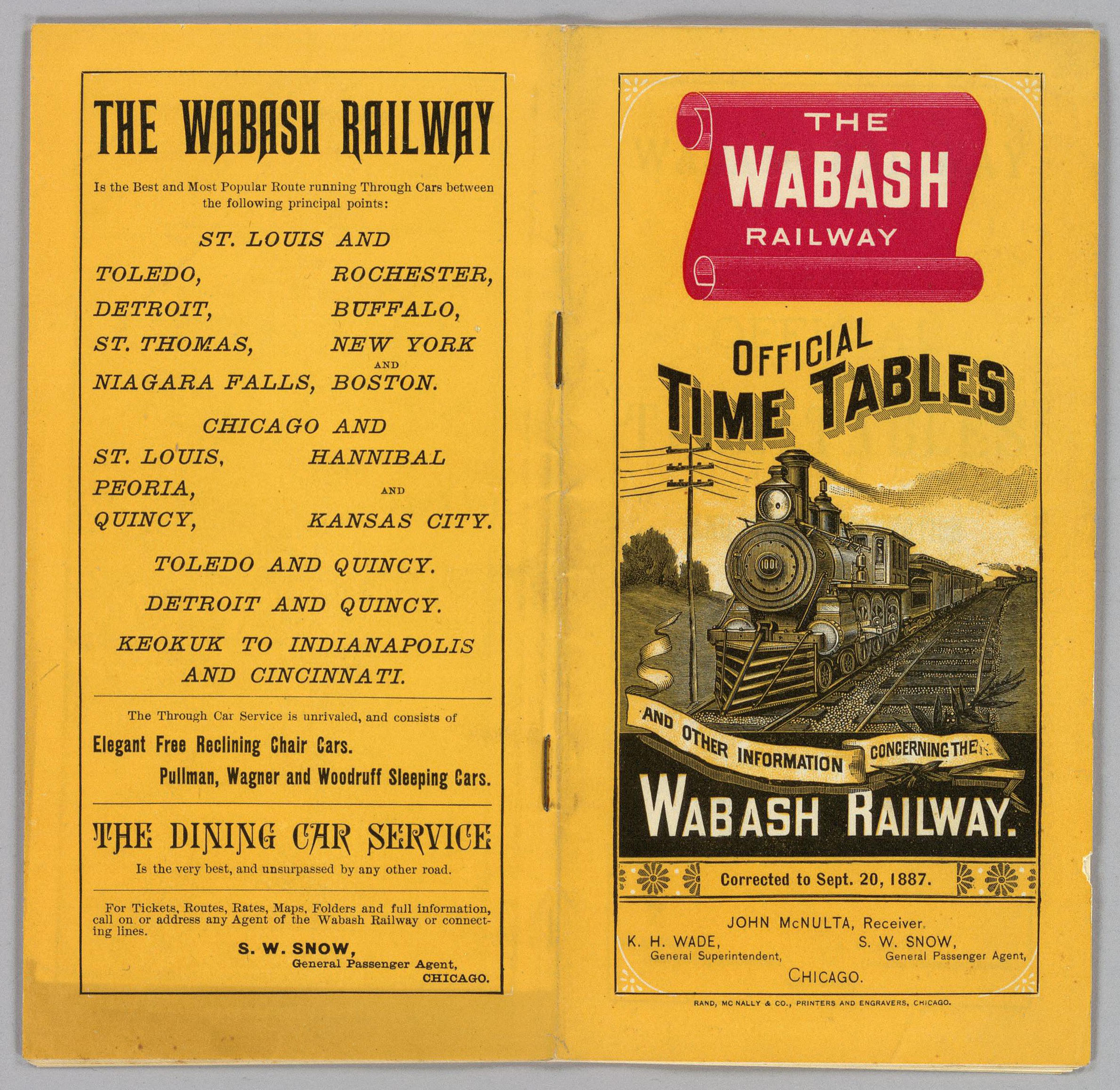
Prospectus présentant les horaires de la Wabash

La Wabash Railroad (sigle AAR: WAB) est une compagnie ferroviaire des États-Unis en activité de 1877 à 1964. Son réseau desservait principalement le centre du pays. Ses principales connexions incluaient Chicago, Illinois, Kansas City, Missouri, Detroit, Michigan, Buffalo, New York, St Louis, Missouri et Toledo, Ohio. L'intérêt majeur du Wabash pour le transport des marchandises était une liaison directe entre Kansas City et Detroit en évitant St Louis et Chicago. Le Wabash fut racheté par le Norfolk & Western en 1964, mais il ne fusionna dans le Norfolk Southern Railway qu'en 1997.

## Le développement du Wabash Railway

### Du Northern Cross Railroad au Great Western Railroad
Les travaux débutèrent en novembre 1837 sur la rive est de l'Illinois River à Meredosia en direction de Morgan City. La Compagnie dont la voie longeait la vieille route appelée "Northern Crossing" ou "Northern Cross", adopta le nom de Northern Cross Railroad. La première locomotive construite à Rogers par Grosvenor & Ketchum, arriva à Meredosia par bateau en pièces détachées. Le 8 novembre 1838, elle fut la première locomotive de l'Illinois et de toute la région située à l'ouest des Allegheny Mountains et au nord de l'Ohio River, à faire ses essais sur les 13 km de voies de Meredosia. Elle fut appelée la "Rogers" et relia Morgan City à la fin de cette année.  
En 1842, la ligne entre Jacksonville et Springfield, Illinois fut achevée, et en mai 1842, la liaison Meredosia-Springfield fut opérationnelle. Durant presque 10 ans, l'État de L'Illinois exploita le Northern Cross Railroad devenu de plus en plus populaire. 
Mais en 1847, l'État vendit la portion Meredosia-Springfield à Nicholas H. Ridgely qui le rebaptisa Sangamon & Morgan Railroad. Il racheta rapidement le reste de la ligne du Northern Cross. Mais devant les difficultés à recevoir de nouvelles machines produites par Baldwin Locomotive Works à Philadelphie, la vapeur fut remplacée par la traction animale (chevaux ou mules) entre Naples et Springfield jusqu'à la fin 1847. 
Dans le même temps, Nicholas Ridgely s'associa à Thomas Mather de Springfield et James Dunlap de Jacksonville afin d'accélérer le développement vers l'est. En 1853, la compagnie devint le Great Western Railroad. La ligne atteignit Decatur, Illinois en 1854, et la frontière avec l'Indiana en décembre 1856.

### Les fusions et rachats donnant naissance au Toledo, Wabash and Western Railway
Un groupement d'hommes d'affaires de l'Indiana et de l'Ohio planifièrent la construction d'une ligne ininterrompue entre Toledo, Ohio et le fleuve Mississippi. La ligne longerait les vallées du Maumee River et du Wabash River, pour arriver dans les environs de Danville, Illinois pour se connecter au Great Western Railroad. Deux compagnies furent constituées sous le même management: le Lake Erie Wabash & St. Louis Railroad en 1852 (premier chemin de fer à utiliser le nom de Wabash), et le Toledo & Illinois Railroad en 1853. À l'été 1858, les deux compagnies fusionnèrent pour former le Toledo, Wabash and Western Railroad. Cette compagnie fit l'acquisition du Great Western Railroad, et en 1865, le nouvel ensemble prit le nom de Toledo, Wabash and Western Railway (TW&W). La création du TW&W fut en réalité plus complexe, et nécessita le regroupement des compagnies suivantes :
- Toledo, Wabash and Western Railway 
  - Great Western Railway of Illinois 1865 
    - Sangamon and Morgan Railroad 1853 
      - Northern Cross Railway 1847

  - Illinois and Southern Iowa Railroad 1865
  - Quincy and Toledo Railroad 1865
  - Toledo and Wabash Railway 1865 
    - Wabash and Western Railroad 1958
    - Toledo and Wabash Railroad 1858 
      - Toledo, Wabash and Western Railroad 1858 
        - Lake Erie, Wabash and St. Louis Railroad 1856
        - Toledo and Illinois Railroad 1856

  - Warsaw and Peoria Railroad 1865

L'ancêtre le plus ancien du Wabash System était le Northern Cross Railway (1847) qui fut également le premier chemin de fer de l'Illinois. Le Toledo and Illinois Railroad fut créé le 20 avril 1853 dans l'Ohio pour relier Toledo sur le Lac Erié à la frontière de l'Indiana. Le Lake Erie, Wabash and St. Louis Railroad fut créé dans l'Indiana le 19 août pour poursuivre la ligne vers le sud-ouest en passant par Wabash, puis en traversant l'Illinois avant d'arriver à St. Louis, Missouri. Ces deux compagnies fusionnèrent le 4 août 1856 pour former le Toledo, Wabash and Western Railroad dont la ligne mesurait 391 km.
La compagnie renforça ses positions à Toledo. Ce port recevait des navires en provenance des grandes villes de l'est, lesquels plutôt que de faire le détour vers le nord par le Lac Huron et le détroit de Mackinac (Straits of Mackinac en anglais), ouvert seulement 9 mois par an, préféraient transférer les marchandises sur le Toledo, Wabash & Western pour les acheminer directement vers les grands ports fluviaux de l'Illinois situés sur le Mississippi.  En 1859, la compagnie profitait de la meilleure situation comparée aux autres compagnies concurrentes de la région. 
Le Toledo, Wabash and Western Railroad fit rapidement banqueroute et fut vendu après le délai de forclusion. Le Toledo and Wabash Railroad fut créé le 7 octobre 1858 et racheta la portion située dans l'Ohio le 8 octobre. Le Wabash and Western Railroad fut créé le 27 septembre et reprit la portion située dans l'Indiana le 5 octobre. Le 15 décembre, les deux compagnies fusionnèrent pour donner le Toledo and Wabash Railway. Cette compagnie fusionna avec le Great Western Railway of Illinois, l'Illinois and Southern Iowa Railroad, le Quincy and Toledo Railroad et le Warsaw and Peoria Railroad pour finalement constituer le Toledo, Wabash and Western Railway le 1er juillet 1865.
Durant la période de 1860 à 1870, le trafic ferroviaire en coordination avec la marine marchande via Toledo augmenta. Le Toledo, Wabash & Western continua l'extension de ses voies dans le centre et le sud de l'Illinois. La compagnie dépendait beaucoup du trafic fluvial pour relier New Orleans via le Mississippi River et Chicago via l'Illinois River. Lorsque la Guerre Civile éclata en 1861, le Toledo, Wabash & Western Railroad assura avec efficacité l'approvisionnement en nourriture des armées, grâce à son réseau reliant le Midwest à la côte est des États-Unis.  
Dans les années 1870, les deux villes frontières vers lesquelles le Toledo, Wabash & Western devait logiquement s'étendre étaient Keokuk, Iowa et Hannibal, Missouri. Disposant de ports fluviaux, ces deux villes étaient destinées à devenir des centres ferroviaires importants. Le TW&W bâtit une nouvelle ligne entre Decatur et St. Louis, avec un petit embranchement vers Edwardsville et le Mississippi River. Finalement, la ligne mesurait 834 km, et reliait Toledo, Ohio à Quincy, Illinois et Keokuk, Iowa.

### La réorganisation en Wabash Railway
Après la Guerre de Sécession, le Toledo, Wabash & Western Railway qui exploitait 1 091 km de voie, fut réorganisé en  Wabash Railway. Depuis cette date, le nom Wabash fut toujours utilisé par la compagnie. 
Après sa réorganisation, le Wabash Railway poursuivit son extension vers Chicago, qui allait devenir rapidement l'un des plus grands centres ferroviaires du pays grâce à la connexion des réseaux est et ouest, ainsi qu'à l'achèvement du réseau transcontinental. Chicago fut atteint en 1880 via Strawn, et permit de stimuler le développement du Wabash au cœur de l'Amérique. En 1881, le Wabash loua le Eel River Railroad, reliant Logan à Butler, Indiana et prolongea cette ligne vers Detroit, Michigan.

## Du North Missouri Railroad au St Louis Kansas City & Northern Railroad
Il fut créé en 1851 dans le Missouri par un groupe de pionniers pour relier St Louis à la frontière de l'Iowa. Le premier tronçon de 31 km reliant St Louis à St Charles fut ouvert le 6 février 1859; mais la traversée du Missouri River se faisait par bateau, et il fallut attendre 1864 pour qu'un car ferry simplifiât le passage. Le second tronçon de 238 km relia St Charles à Hudson (devenu Macon), où il rencontrait le Hannibal & St Joseph Railroad. Le troisième tronçon de 99 km relia Hudson (Macon) vers la frontière nord avec l'Iowa.  
Durant la Guerre de Sécession de 1861 à 1865, au cours de l'été 1861, les Confédérés réussirent à détruire chaque pont et conduite d'eau du North Missouri Railroad sur 161 km. En 1854, deux trains et 7 gares furent détruits. De nombreux combattants sont enterrés près de Centralia.
Après la guerre, le North Missouri répara les lignes détruites, et commença la construction de l'embranchement appelé "West Branch" reliant Moberly à Birmingham près de Kansas City, Missouri. La ligne fut achevée à l'hiver 1868, et l'entrée dans Kansas City se faisait grâce au pont sur le Missouri de l'Hannibal & St. Joseph Railroad (actuellement Burlington Northern Railroad).
Avec l'achèvement du pont sur le Missouri à St Charles en 1871, le North Missouri Railroad reliait St Louis à l'Iowa au nord, et à Kansas City à l'ouest. De plus il offrait une liaison directe entre Kansas City et Toledo via Hannibal. Moins de trois mois après l'inauguration de ce pont, le North Missouri Railroad fut réorganisé en St Louis Kansas City & Northern Railroad.

## Du Wabash Railway au Wabash Railroad

### D'une faillite à une autre

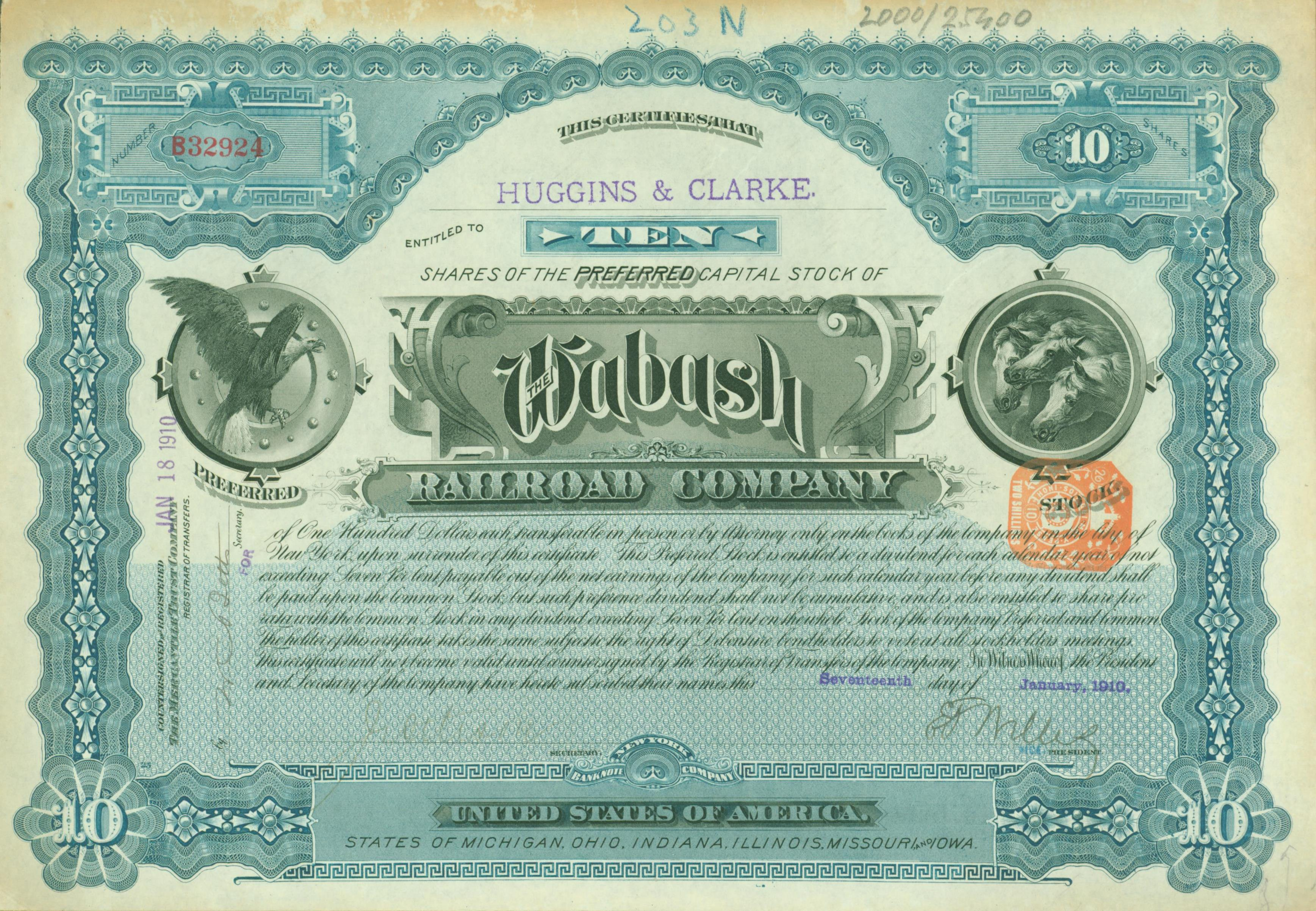
Action de la Wabash Railroad Company en date du 17 janvier 1910

Le Wabash Railway localisé à l'est du Mississippi, et le St. Louis, Kansas City & Northern situé à l'ouest, fusionnèrent grâce à George Jay Gould en 1879 pour constituer le Wabash, St. Louis & Pacific Railway. Mais à la suite de difficultés financières, il fut réorganisé en Wabash Railroad en 1889. Afin de mieux desservir Chicago, il construisit de nouvelles voies et développa ses installations.
Le Wabash Railroad fit à nouveau faillite le 21 juillet 1915, et après saisie et réorganisation, il fut vendu le 22 octobre à une nouvelle compagnie créée dans l'Indiana appelée Wabash Railway. 

### L'arrivée du Pennsylvania

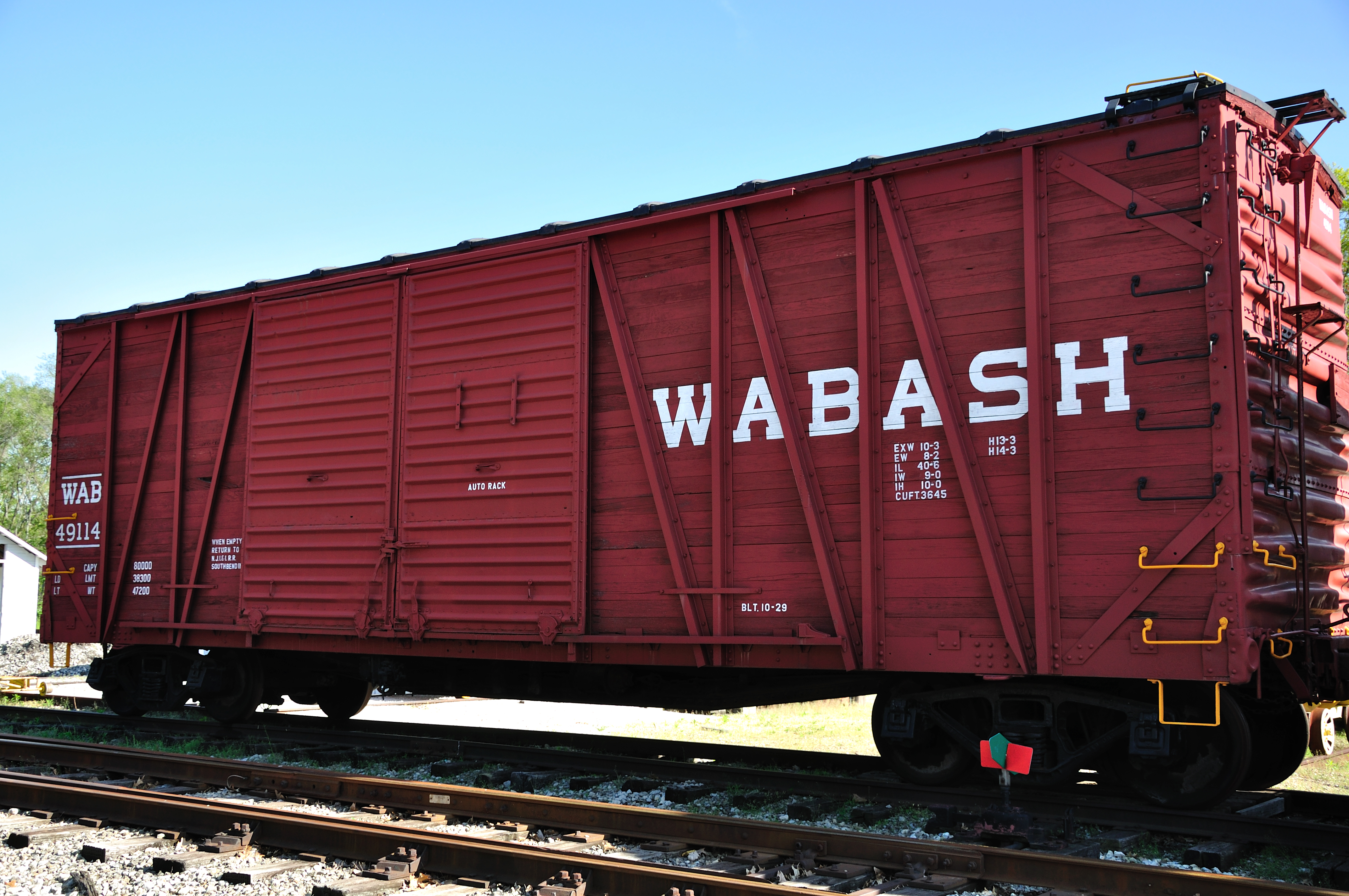
Ce wagon en bois, détenue par le chemin de fer Wabash, a été construit dans les années 1920 et affecté à l'usine de Studebaker à South Bend, Indiana.

Le Pennsylvania prit des parts dans le Wabash Railway en 1927.
La grande dépression mondiale du début des années 1930 frappa tous les chemins de fer américains. La paralysie de l'industrie, l'effondrement des prix agricoles, la baisse des revenus, et la réduction à néant du cours des marchandises et des actions, forcèrent le Wabash à être placé sous redressement judiciaire le 1er décembre 1931. Grâce à l'efficacité de l'administrateur judiciaire et au processus de réorganisation, le Wabash fut l'un des tout premier chemin de fer du pays à sortir de la Dépression.
En juillet 1941, le Pennsylvania Railroad constitua le Wabash Railroad afin de racheter le Wabash Railway le 1er décembre 1941.
Au cours de la Seconde Guerre mondiale, le Wabash apporta sa contribution à l'effort de guerre de la nation en transportant des hommes, du matériel et du ravitaillement.
Après la guerre, le Wabash investit plus de 100 millions de dollars dans ses installations. Il modernisa ses gares de triage, et ses signalisations.

## L'arrivée du Norfolk & Western

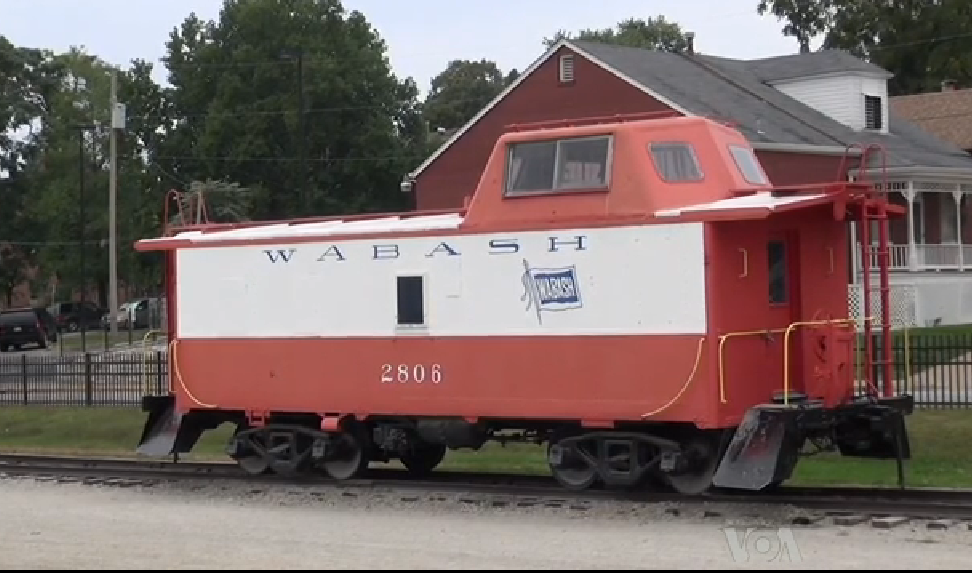
Wagon de queue du Wabash, au Missouri. Prise en 2013.

À la fin de 1960, le Pennsylvania accepta de louer le Wabash au Norfolk & Western (N&W). Le 16 octobre 1964, le N&W fusionna le New York Chicago & St Louis Railroad (Nickel Plate Road), et loua le Wabash Railroad ainsi que le Pittsburgh & West Virginia Railway. Le nom Wabash disparut cette même année. Le 31 mars 1970, le Pennsylvania vendit le reste de ses parts dans le Wabash au N&W. 
En 1982, le Southern Railway fusionna avec le N&W pour former le Norfolk Southern Railway (NS). Le Wabash conserva son existence légale jusqu'à ce qu'il fût absorbé par le NS le 12 novembre 1991.
L'intérêt majeur du Wabash  pour le fret, était sa ligne directe entre Kansas City et Detroit sans passer par St Louis ou Chicago.

## Le service voyageur
Le Wabash avait une flotte de trains de voyageurs incluant plusieurs steamliners.
- City of Kansas City, construit par American Car & Foundry Company (AC&F)
- Blue Bird, inauguré en 1950
- Banner Blue
- City of Kansas City
- City of St. Louis
- Des Moines Limited
- Detroit Arrow (en partenariat avec le PRR)
- Detroit Limited
- Kansas City Express
- Midnight Limited
- Omaha Limited
- Pacific Coast Special
- Red Bird
- St. Louis Limited
- St. Louis Special

Le Wabash améliora grandement ses trains de voyageurs. Les premiers trains de voyageurs qui furent dieselisés utilisèrent des locomotives EMD E7, puis des ALCO PAs et des EMD E8s. 
Le 2 juin 1946, un nouveau service de streamliners apparut entre St Louis et la côte ouest, en partenariat avec l'Union Pacific Railroad et le Southern Pacific Railroad; ainsi le "City of St. Louis" desservait Los Angeles, San Francisco, Portland, ou Seattle. Le 26 novembre 1947, un autre streamliner, le "City of Kansas City" reliait St Louis à Kansas City. Le 26 février 1950, le streamliner "Blue Bird" composé de six voitures dont 4 panoramiques reliait St Louis à Chicago. 

### Le Wabash Cannon Ball
Le nom de ce train légendaire gagna sa réputation en 1904 lors d'une reprise d'une chanson de 1882 concernant la « Great Rock Island Route ». Le Wabash Railroad utilisa ce nom en 1949 pour train de jour Detroit-St. Louis. Ce train survécut jusqu'à la création de l'Amtrak en 1971, avant d'être supprimé.

## Le service marchandise
À partir de 1953, le Wabash fut dieselisé à 100 %. Une locomotive à vapeur cependant continua à circuler sur l'embranchement de Keokuk, car le pont de Meredosia ne pouvait supporter le poids des machines diesels; mais son dernier voyage eut lieu le 28 janvier 1955 après que le pont eut été renforcé. La vapeur disparut du Wabash après 117 de règne. La machine No. 573, une Mogul 2-6-0 Class F-4, construite par Rhode Island Locomotive Works en 1899, fut donnée au Museum of Transportation de St. Louis en août 1955. 
En juillet 1954, le Wabash introduisit le transport de remorque routière sur wagon plat. Ce "piggyback" service débuta entre Chicago et l'État de New York via le Canada et Niagara. Il fut rapidement étendu entre Chicago et St Louis, St Louis et Detroit, et enfin Chicago et Detroit. Le   "Piggy-Back" service utilisa le réseau du Wabash pour relier la côte Atlantique à la côte Pacifique, ainsi que la frontière du Canada au golfe du Mexique et au Rio Grande. 
Les principaux clients du service marchandises étaient les suivants :
- Ford (Detroit, Chicago, St. Louis, Toledo, Kansas City, Buffalo)
- Pillsbury Co. (Springfield, IL)
- A. E. Staley Mfg. Co. (Decatur, IL)
- A. P. Green Firebrick (Mexico, MO)
- Archer Daniel Midland Co. (Decatur, IL)
- Detroit Union Produce Terminal
- Lauhoff Grain Co (Danville, IL)
- International Salt Co. (Detroit)
- Central Stone Co. (Huntington, MO)
- Granite City Steel Co. (Granite City, IL)
- Acme Fast Freight (in Detroit, MI, Kansas City, MO)